# 托伊拉诺
托伊拉诺（義大利語：Toirano），是意大利萨沃纳省的一个市镇。总面积18.63平方公里，人口2633人，人口密度141.3人/平方公里（2009年）。ISTAT代码为009061。